# 毛枝崖爬藤
毛枝崖爬藤（学名：Tetrastigma obovatum）为葡萄科崖爬藤属的植物。分布于越南、泰国、印度、老挝以及中国大陆的云南等地，生长于海拔250米至1,900米的地区，一般生于林缘、山坡林中或灌丛中，目前尚未由人工引种栽培。

## 异名
- Tetrastigma obovatum (Laws.) Gagnep. var. pilosum Gagnep.